# Jarabe tapatío

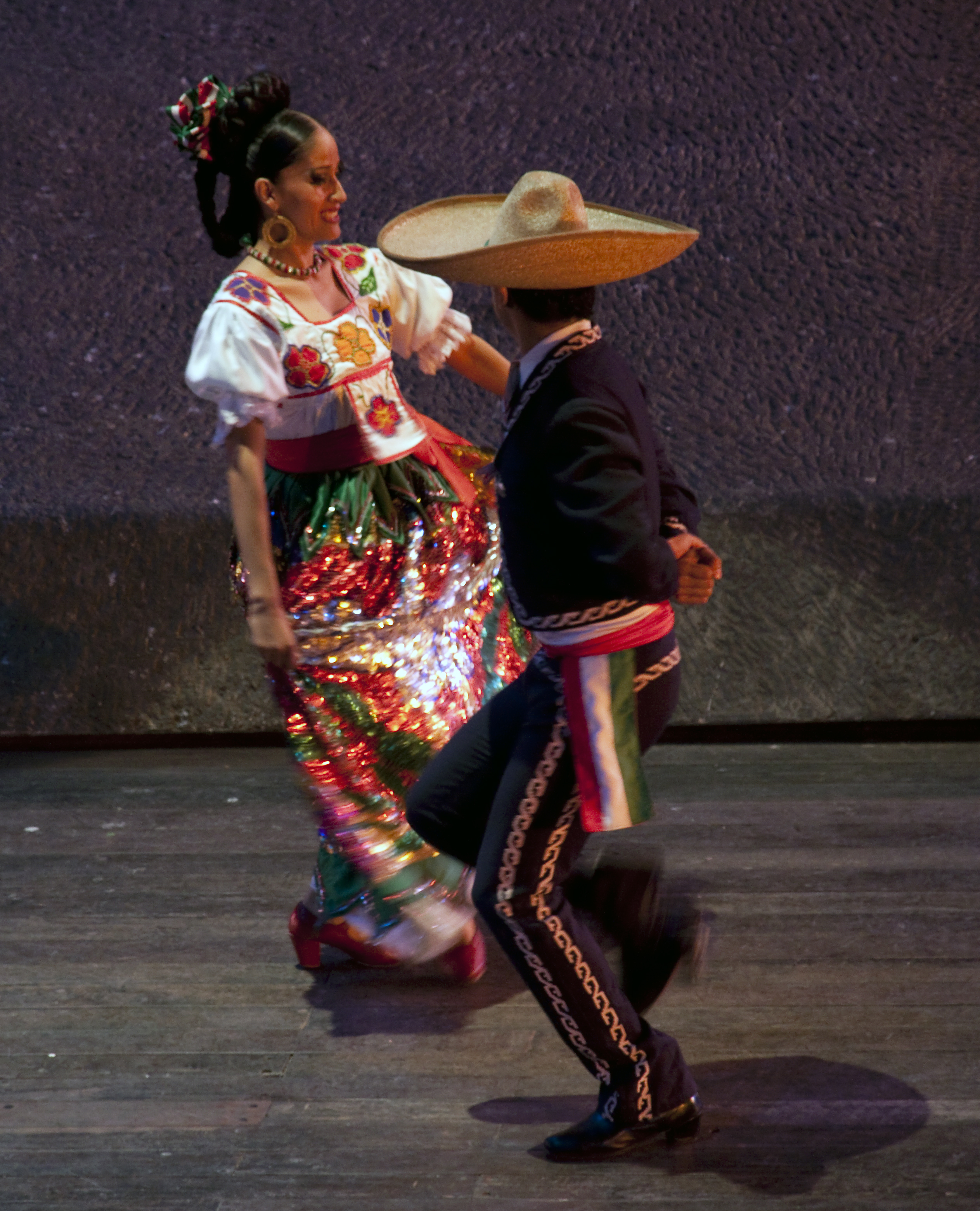
Tarde Mexicana en Xcaret

El jarabe tapatío es un baile regional mexicano cuyo origen ha sido tradicionalmente atribuido al estado de Jalisco. También se denomina con ese nombre a la pieza musical que acompaña dicho baile, compuesta de varios sones tradicionales bailes mexicanos. Los primeros jarabes se remontan al siglo XIX, sin embargo, las primeras piezas denominadas como Jarabe tapatío, se encuentran documentadas hacia principios del siglo XX.
La vestimenta típica del baile es el traje de charro y china poblana. El baile representa el cortejo del hombre hacia la mujer, empezando por una invitación que hace éste a su pareja a iniciar una relación amorosa. A lo largo de la coreografía se puede observar una transición constante por parte de la mujer entre rechazar y aceptar al hombre. 
En otros países, es conocido como el baile del sombrero mexicano;  sin embargo, llega a ser confundido con La Raspa, el cual es un baile folklórico de Veracruz popularizado mundialmente por Ricardo Montalbán en la película Fiesta (1947).

## Historia
Existen varias versiones del surgimiento de este baile. Diversas fuentes indican que el jarabe tapatío surgió durante la revolución mexicana de 1910, mientras que otras apuntan a que fue durante la revolución de 1870, pero sin duda ambas concuerdan con que surge como símbolo de unidad nacional por incluir los de baile tradicionales de distintas regiones del país. Sin embargo de acuerdo a otra versión, el jarabe fue bailado por primera vez en el Teatro Coliseo de la Ciudad de México en el año de 1790, lo cual indicaría un surgimiento previo a ambas revoluciones.

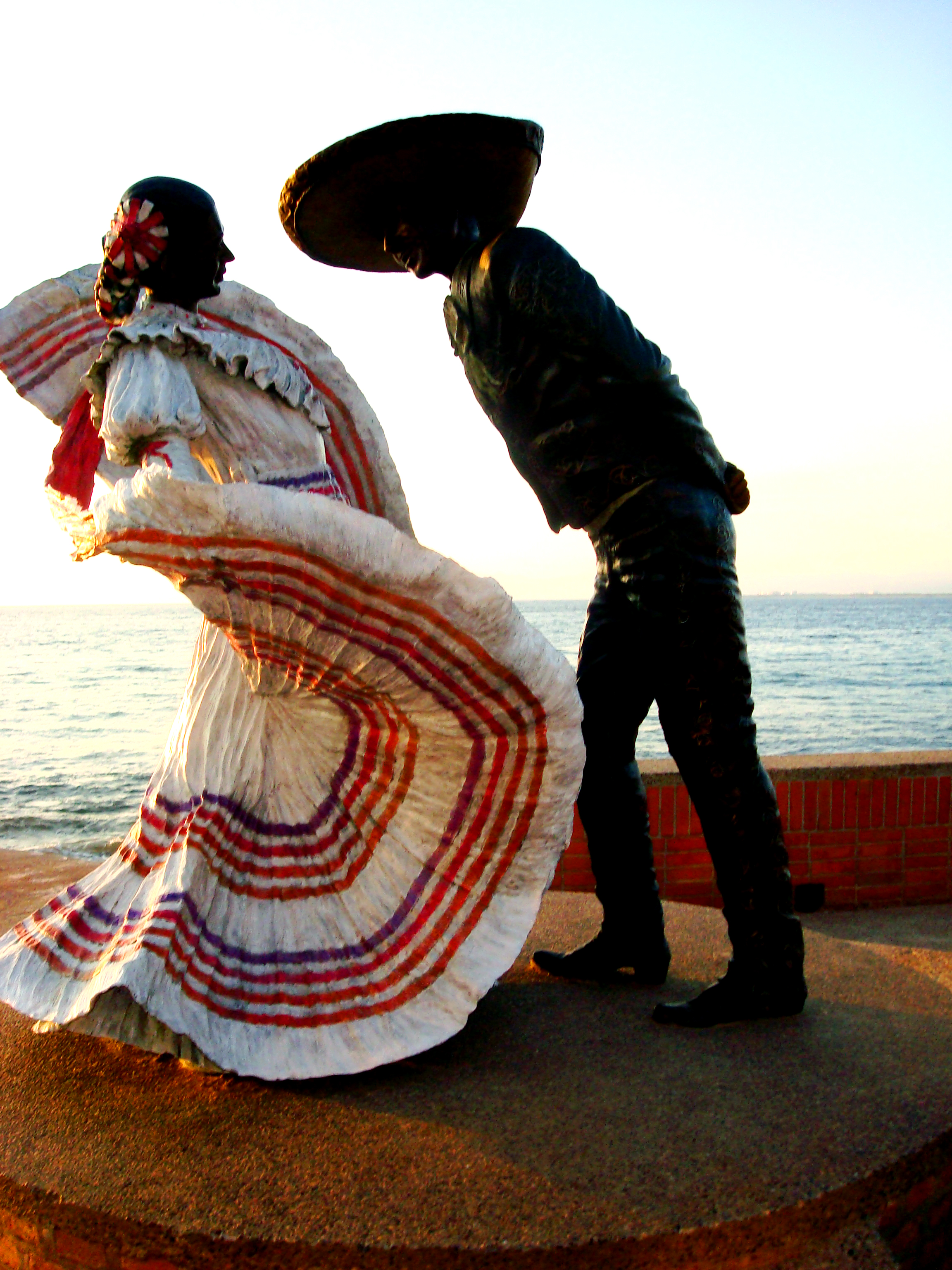
Jarabe tapatío

De acuerdo a esta otra versión, este jarabe fue compuesto durante el periodo virreinal como descendiente del jarabe gitano y de la evolución de la interpretación local de los “Sonecillos de mi Tierra” (famosa compañía de teatro española, visitadora de teatros a finales y después del periodo de la colonia); y sería la mezcla con las tradiciones y bailes indígenas lo que finalmente originaron la particularidad del Jarabe tapatío, siendo hasta la Independencia cuando el baile adquirió sus caracteres patrióticos, diferenciándose del zapateado español. Otra controversia reside en el porqué del nombre “jarabe” a este estilo de baile. Por un lado se apela al origen árabe de la palabra “xolot” que significa mezcolanza de hierbas y se le relaciona a la mezcla de pedazos de distintas canciones utilizados para conformar este peculiar baile, lo cual se hace patente en su composición por diversos sones que aparecen en la canción en el siguiente orden:
- Son del Atole
- Son del Palomo (Son en que se imita el movimiento de las palomas)
- La Jarana yucateca
- Jarabe moreliano
- La Diana (Son que se toca para festejar)

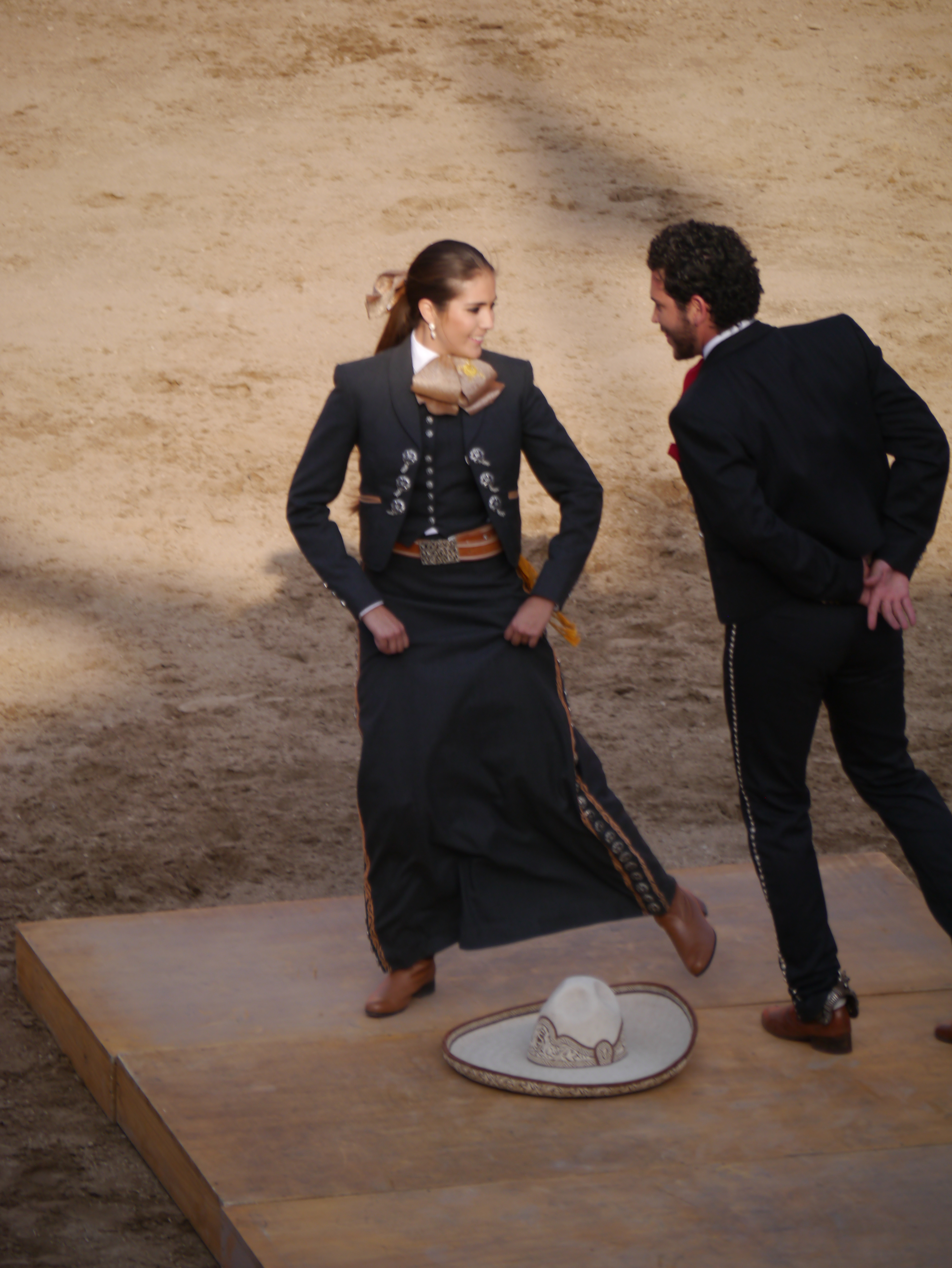
El jarabe tapatío inicia con el baile alrededor del sombrero
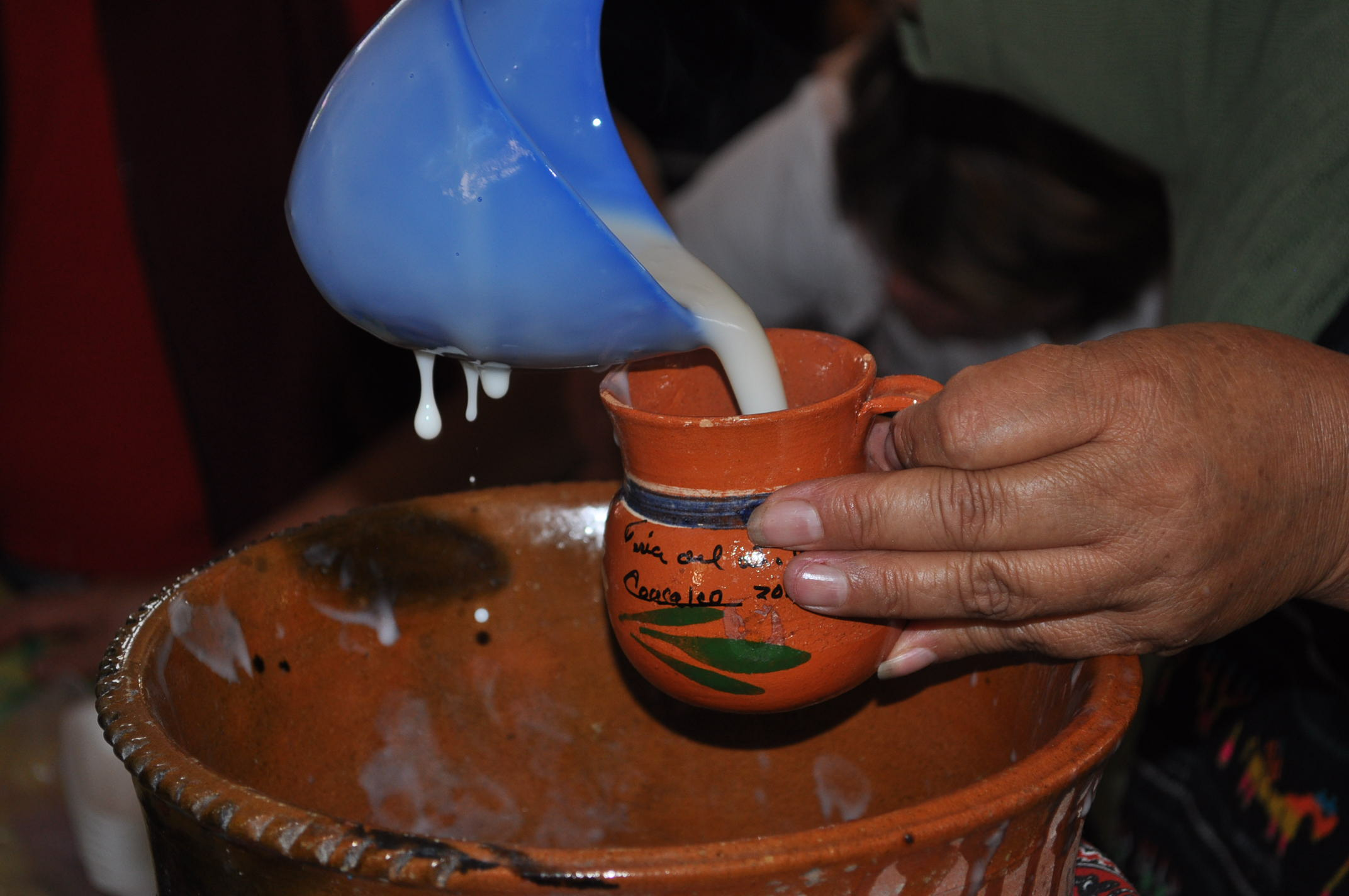
El Son del atole invita a pasar "a tomar atole" a todos los que van pasando
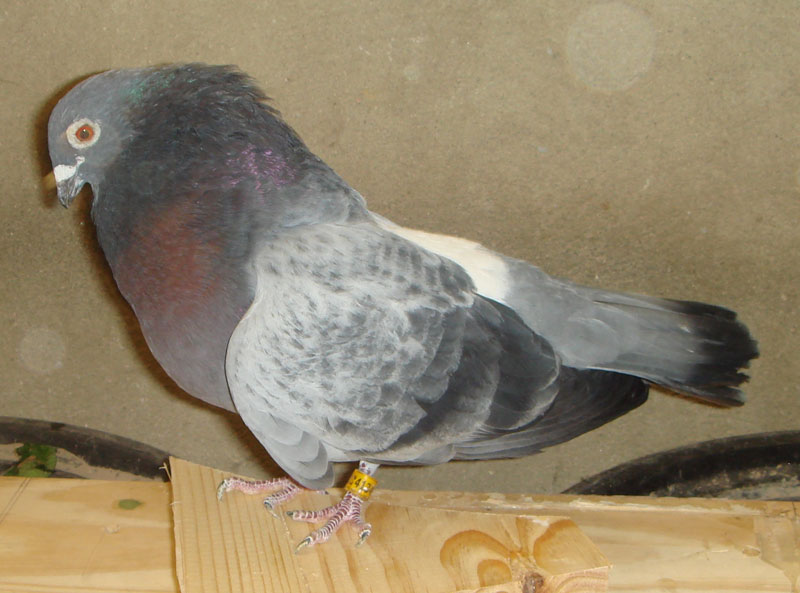
El Son del Palomo recuerda los movimientos del ave
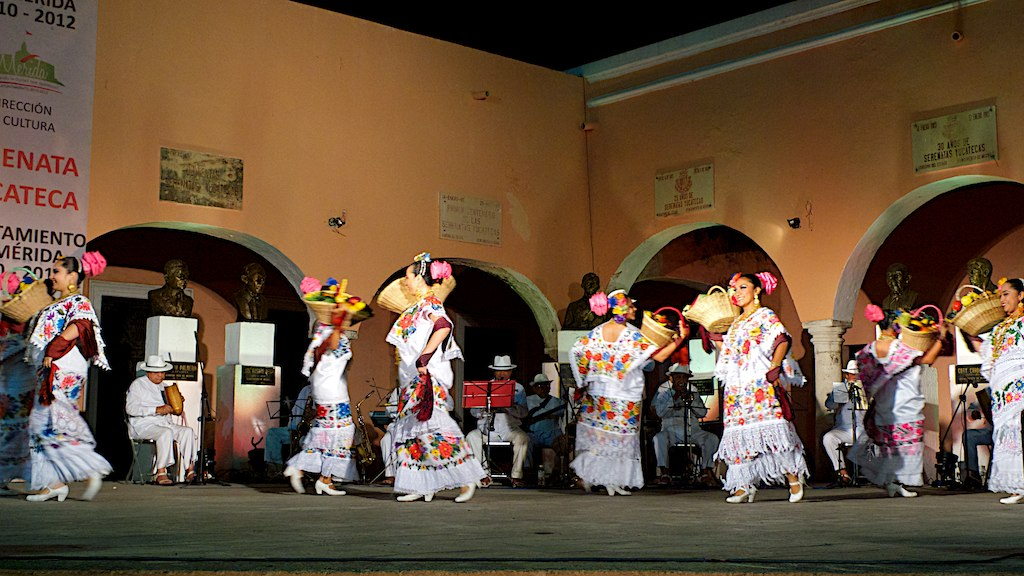
El son de la Jarana de Yucatán es parte del jarabe tapatío
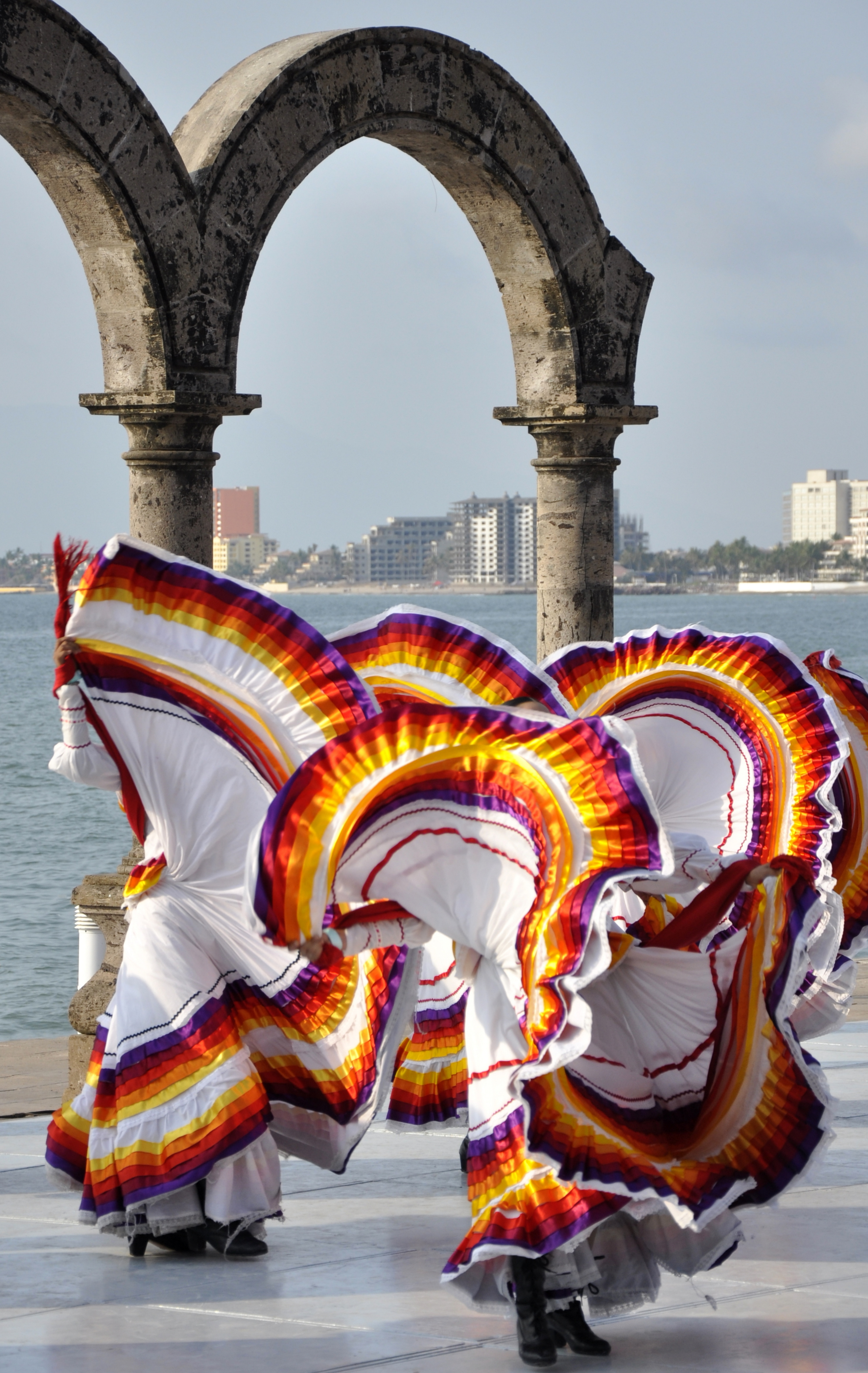
Bailando el Jarabe en el malecón de Puerto Vallarta

En otra versión se asegura que el nombre de jarabe se le atribuye por la dulzura presente entre la pareja que lleva a cabo la realización del baile. Durante los siglos XVII y XVIII, en las haciendas, los criollos solían bailar los jarabes en su tiempo libre. Al principio, solo los hombres participaban en estas danzas, pero con el tiempo se permitió que también las mujeres formaran parte. Sin embargo, esta práctica fue prohibida por los españoles, quienes la consideraron inapropiada e inmoral. De acuerdo a la descripción de cómo se lleva a cabo la coreografía actualmente, esta versión podría parecer posible debido a los estándares actuales, ya que los bailarines no tienen contacto, sin embargo, hay varias evidencias de que en otras épocas no era así. 
“Las autoridades coloniales de principios del siglo XIX encontraron los movimientos demasiado sexualmente sugerentes e incluso desafiantes al dominio español“. De acuerdo a estos sucesos la danza se prohibió; diversos jarabes fueron denunciados al Santo Oficio; esta danza era considerada corriente y atrevida. En los comienzos del siglo XIX, la alta sociedad mexicana, influenciada por estilos franceses se dedicaba a bailar danzas europeas entre las que predominaban el bolero y el fandango, mientras que el pueblo practicaba zapateado español con tonadas de burla en sus letras. 

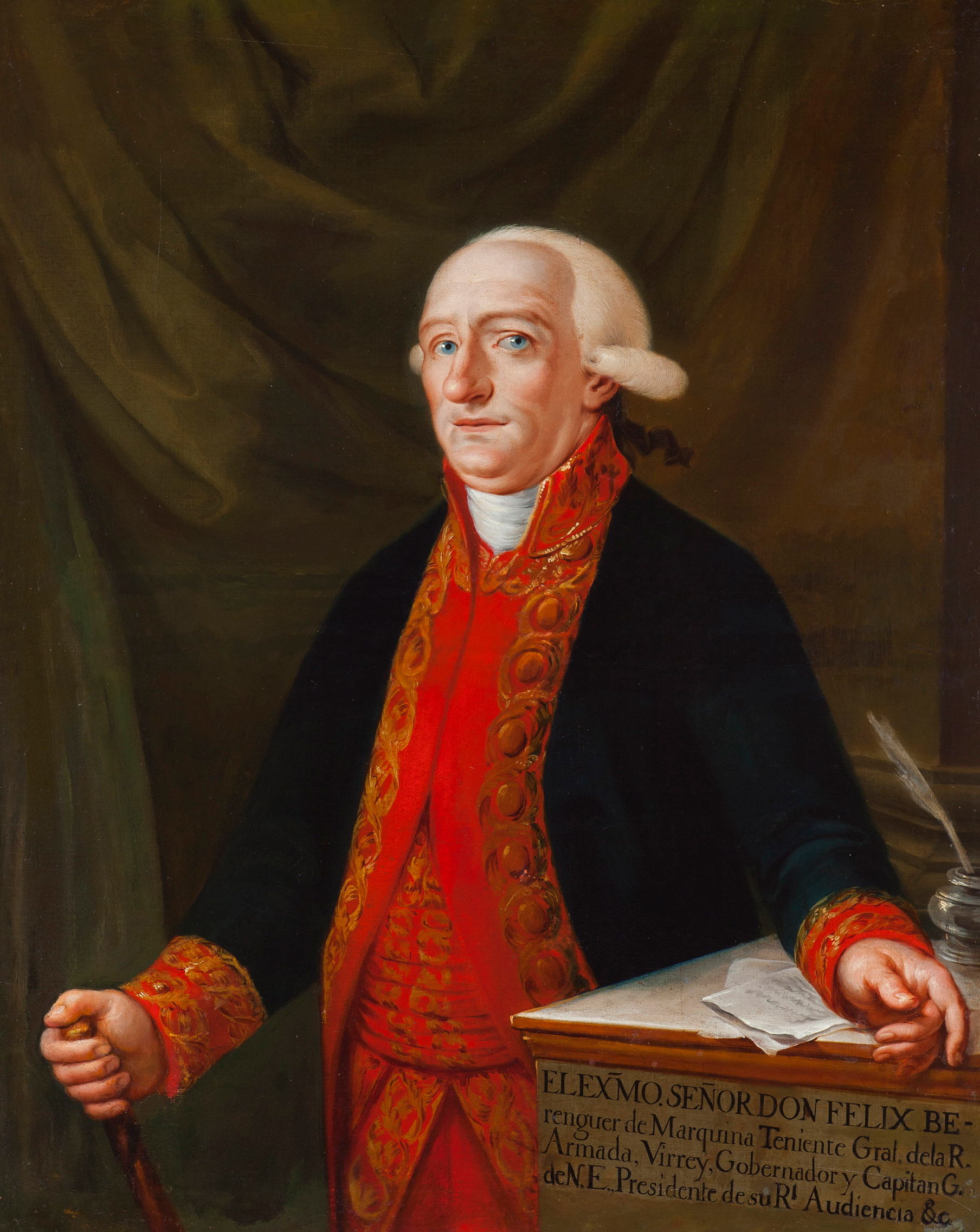
El virrey Félix Berenguer de Marquina prohibió el Jarabe Tapatío

A estos hechos los soportan las palabras del virrey Félix Berenguer de Marquina, el 15 de diciembre de 1802, en un bando que condenaba esa danza, decía dolido: “que en el mes de octubre llegó a su noticia, con gran sentimiento de su corazón, que en esta capital (la ciudad de México) y en otros lugares del reino, se iba introduciendo un baile nombrado Jarabe Gatuno, que por sus deshonestos movimientos, acciones y canto, causaba rubor aún a las personas de menos delicada conciencia”.
La prohibición de la danza no tuvo los efectos deseados pues sólo le imprimió un tinte de rebeldía y era visto como medio para desafiar a las autoridades coloniales y es también por esto que este jarabe extendió la unidad nacional. Incluso fue durante esta época que el baile adquirió más esplendor, principalmente en Jalisco y Michoacán. Fueron los tapatíos quienes se deshicieron de la lisonja del baile para convertirlo en auténtico folklor, representante de la coquetería y la pasión entre el hombre y la mujer.

## Vestimenta

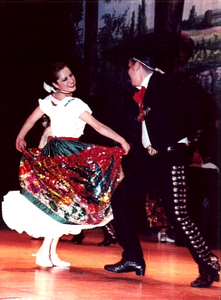
Vestimenta tradicional para el Jarabe Tapatío

La vestimenta tradicional para bailar el Jarabe Tapatío está compuesto por el traje de china de blanca alvala para la mujer basado en una falda larga decorada con abundante lentejuela, aunque el vestido original es el de ranchera tapatía de la segunda mitad del siglo XIX. La falda llevaba sólo un olán y pequeños adornos de flores. El vestido de flores es una mezcla de los vestidos europeos y mexicanos, que se llenó de olanes y adornos para hacerlo más vistoso. El vestido de Blanco o de Gala se utiliza principalmente en las ciudades. El vestido de listón le da mayor dinamismo al baile.
El hombre porta el tradicional traje de charro con botonadura de plata a los lados del pantalón, chaquetilla con botonadura al frente, sombrero de ala ancha de cuatro pedradas, el cual juega un papel importante en la coreografía, camisa blanca, corbatín al cuello en colores de contraste, por ejemplo (rojo, azul, negro, naranja, rosa etc.), botín negro, cinto de cuero o a veces una faja de color con amarre a los lados. Hay que destacar un aspecto importante referente al traje del hombre que se utiliza para bailar los sones y jarabes de Jalisco. Por lo común, se porta el traje de caporal, con sus diferencias al tradicional de charro, porque lleva a los lados del pantalón una aletilla cosida con adornos de cuero y de igual manera la chaquetilla, que son figuras relativas a grecas y formas de la charrería mexicana. Lo que hace distinguir ser, una prenda única en su género.
Al igual que el origen mismo del baile existen diversas versiones acerca del traje de china poblana que giran entorno al origen “oriental” del mismo. 
Una versión cuenta que las damas ricas de los años 1800 asistían al puerto de Acapulco para recibir al barco proveniente de Filipinas conocido como “Nao de China” para comprar telas llamadas “castores” que se convertirían en la vestimenta de sus sirvientas llamadas “chinitas”, que ellas mismas decoraban. 
Otra versión apunta a la leyenda de una princesa mongola que llegó a Puebla y se enamoró de su patrón, llevando en su ajuar de novia la vestimenta tradicional de la región decorada con toques orientales. 
El traje de charro surge en 1930 y el que es utilizado hoy por los músicos urbanos conocidos como mariachis es producto de una evolución que inicia en los trajes de los caporales encargados de las haciendas de la época.

## Música y coreografía
La música actual fue compuesta por Jesús González Rubio en 1924 y destaca por ser una canción que va aumentando de ritmo conforme la coreografía va avanzando. Principalmente es interpretado por mariachis, aunque puede ser interpretado también por diversos instrumentos de cuerda.

Durante el baile, el sombrero de charro que porta el hombre en su vestimenta esta en el piso y ambos bailarines realizan taconeos alrededor de él, hasta que la mujer se inclina para recogerlo al mismo tiempo que el hombre pasa una pierna por encima de la cabeza de la mujer. El baile termina cuando la mujer recoge el sombrero del suelo y tapa con este la cara de ambos bailarines, “dando a entender que están confirmando el interés romántico mutuo, sellándolo con un beso”.
En un principio se bailaba con un femenino y delicado zapateado por parte de la mujer mientras que el hombre realizaba un taconeo eufórico, que en la mayoría de los casos eran improvisados por las parejas; sin embargo, los pasos actuales que conforman esta danza fueron puestos por la danzadora tapatía Felipa López en la Ciudad de México en el año de 1905. Destacan los siguientes:
- Paso básico de Jalisco
- Zapateado

## Influencia Internacional

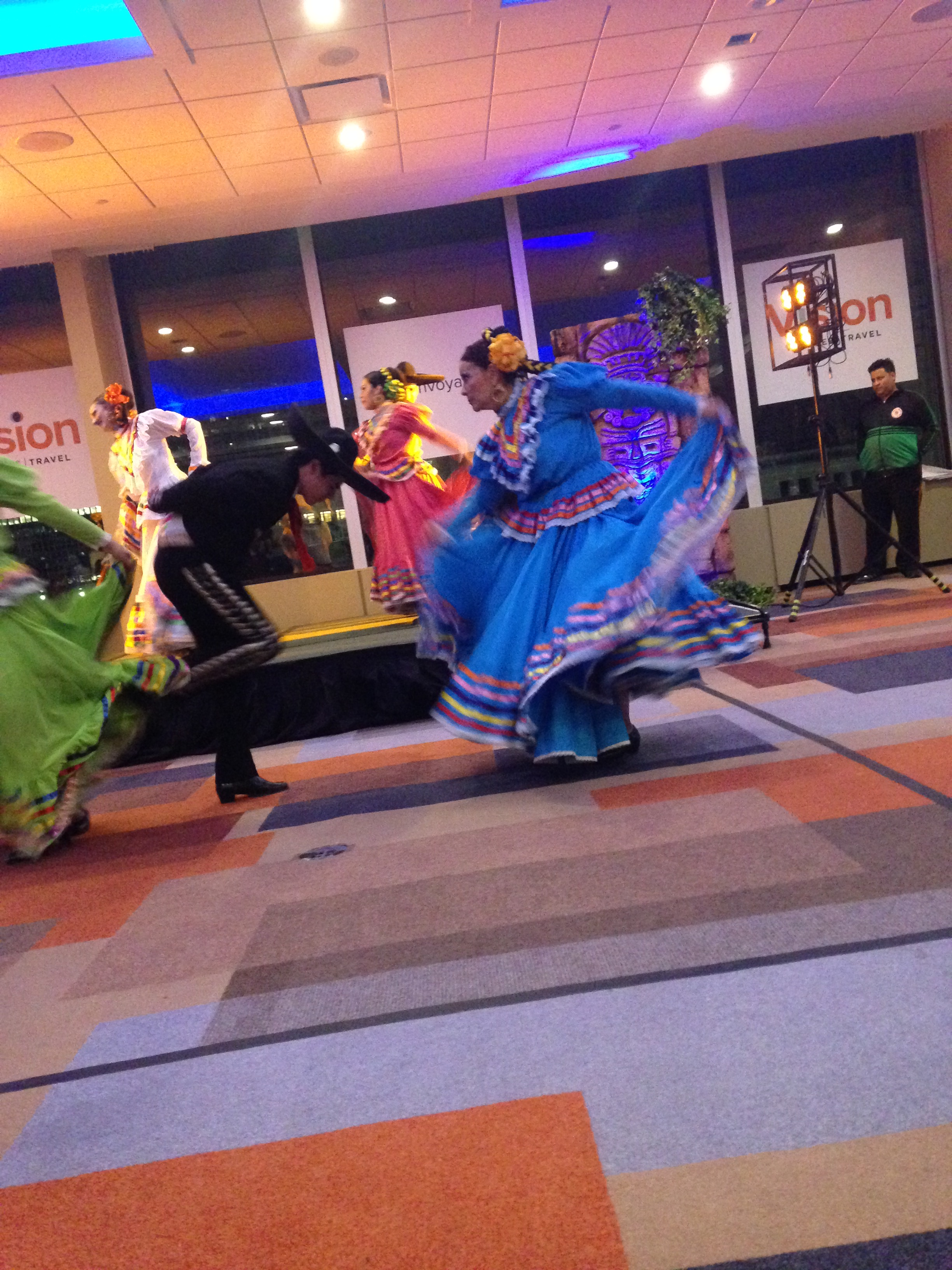
Ballet Folklórico Aztlán bailando Jarabe Tapatío en Ottawa, Canadá

El baile ha tenido tal influencia que es considerado Baile Nacional a raíz de que en el año de 1919 en una gira en México de la bailarina de ballet rusa, Anna Pávlova, después que ésta expresara su gusto hacia la cultura y las vestimentas, incorporando al Jarabe tapatío en su repertorio permanente, utilizando el original traje de china poblana, bailándolo en puntas.